# 雷神社 (糸島市)
雷神社（いかづちじんじゃ）は、福岡県糸島市にある神社である。雷山（標高955m）の中腹に鎮座する。雷神宮（らいじんぐう）とも呼ばれる。旧社格は県社である。

## 概要
水火雷電神(瓊々杵尊)、高祖大神(彦火火出見尊)、香椎大神(息長足姫尊)、住吉三神、八幡神の五神を祀る。祭日は9月16日である。境内神社として、神域内に天満宮、神域外に上宮がある。天満宮には、菅原道真の他、事解男尊、大己貴命、大山祇神、迦具土神も合祀されている。上宮は雷山の頂上付近に鎮座し、瓊々杵尊(中殿)、天神七代(左殿)、地神五代(右殿)を祀る。

## 歴史
古来、女人の参拝を許さなかった。旱（日照り）の年には古くから神面祈祷が行われたという。暦応5年（1342年）5月、九州探題一色範氏からの雨乞い祈祷の催促文や、足利尊氏の庶子、足利直冬が参詣し、雨乞い祈願したのち、降雨があったので歌に斜文を添えて奉納したものが残っている。
「世の末といかで思はん雷のまたあらたなる天が下哉」　佐兵衛佐源朝臣直冬
幕府の祈願所として神領も広かった。領主よりの文書も多く残るが今は「大悲王院」に所蔵する。
戦国の世に神領の多くは押領されたものの、天平15年（1587年）、筑前領主となった小早川隆景が六石を寄進した。これは秀秋の時に没収された。のちに黒田忠之、黒田継高からの寄進により二十六石に回復した。
境内に天然記念物の千年杉や樟の大木がある。

## 交通
- JR筑肥線筑前前原駅から糸島市コミュニティバス雷山線に乗車し約30分。終点「雷山観音前」より徒歩で約20分（1.6㎞）。
- 西九州自動車道前原インターチェンジから9㎞。

## 資料文献
- 「鎮守の社」　糸島神職会